# The Black Onyx
The Black Onyx (яп. ザ・ブラックオニキス Za Burakku Onikisu) — приключенческая компьютерная игра, разработанная и изданная в Японии компанией Bullet-Proof Software в 1984 году под руководством американского программиста Хенка Роджерса. Одна из первых игр в жанре как JRPG так и CRPG в целом, сформировавшая некоторые жанровые принципы и оказавшая определённое влияние на создание других ролевых игр, в частности на игры вселенной Dungeons & Dragons.
Первоначально была выпущена для NEC PC-8801, а позже портирована на несколько других платформ. Версия для Famicom отличалась полностью переработанным игровым процессом, новой игровой картой и была переименована в Super Black Onyx. Порт на Game Boy Color был разработан фирмой Atelier Double, а издан Taito. В версию для GBC добавлены улучшенные визуальные эффекты и включена возможность менять стиль на оригинальный и обратно.
Из-за нехватки памяти другая часть игры была выпущена отдельно на некоторых платформах под названием «Кристалл огня» (введена магическая система). Были объявлены две другие части: «Лунный камень» (который позволял исследовать пустыню) и «Арена» (добавлена возможность сражаться на арене).

## История создания
The Black Onyx — продукт одного дизайнера и программиста Хенка Роджерса, голландца, который в 1976 году переехал в Японию, после окончания университета на Гавайях. В начале 80-х годов домашние компьютеры получают широкое распространение в Японии, а вместе с ними появляются и американские игры. Роджерс планирует создание собственной игры, на основе тех, которые популярны в США, но которых нет на азиатском рынке, и останавливается на жанре CRPG. Разработка и программирование The Black Onyx заняли около 9-и месяцев. Из-за ёмкости флоппи-диска в 64 кб Роджерсу пришлось отказаться от части задуманных функций. Кроме того, с Роджерсом разорвал контракт первоначальный издатель, и ему самому, на заёмные средства пришлось создавать собственную компанию Bullet-Proof Software, чтобы выпустить игру.
В течение первых 2-х месяцев с момента релиза компания получила всего 4 заказа. Роджерс лично решает заняться маркетингом, он организовывает встречи со всеми редакторами крупнейших игровых СМИ в Японии, объясняя им нюансы игрового процесса, что позволяет получить восторженные рецензии и всплеск продаж — с 1984 по 1986 год было продано более 150 000 копий игры. Первой тысяче игроков, которые проходили игру Роджерс отправлял сертификаты, а первые 100 — получили кусочки настоящего чёрного оникса.
В 1988 году игра получает версию для портативной приставки Famicom, а в 2001 году выходит версия для консоли Nintendo — Game Boy Color.

## Игровой процесс
Игрок управляет небольшим отрядом, в который могут входить не более 5-и персонажей. Настраивается внешний вид персонажей и каждому из них можно давать имена — именно эта особенность понравилась редакторам, которым Роджерс показывал игру. Передвигаясь по запутанным лабиринтам и сражаясь с противниками, основная цель отряда — найти артефакт, с помощью которого можно снять проклятие с города Уцуро.

## Наследие
Хисаси Судзуки, который написал инструкцию к игре, будучи стажером в Bullet-Proof Software через 30 лет встанет в главе компании Square-Enix, которая на долгие годы станет фактически монополистом на рынке JRPG.